# Paulo Pompéia
Paulo Pompéia, nome artístico de Paulo Augusto Cruz (1948 - São Paulo, 30 de junho de 2021), foi um ator e diretor brasileiro. O "Pompéia" de seu nome artístico é uma alusão à cidade de Pompéia, onde iniciou a carreira artística, no Circo Garcia, como palhaço Berinjela. 
Aos 10 anos de idade, ele ganhou fama ao estampar as caixas de “cigarrinho de chocolate” da Pan, em 1959. Por conta disso, logo se tornou uma celebridade mirim, e passou a ser chamado para apresentações em circos e cantar em rádios. Com o tempo, fez também comerciais para a televisão.
Em sua carreira de ator, fez diversas peças de teatro. Segundo Dorberto Carvalho, presidente do Sated-SP (Sindicato dos Artistas e Técnicos de Espetáculos e Diversões Públicas) “Sua passagem pelo teatro foi muito importante. Paulo participou do icônico ‘O Balcão’, de Jean Genet, no Teatro Ruth Escobar”.
Na televisão, ele trabalhou nas emissoras TVs Manchete, Record e Cultura. Entre os seus trabalhos mais notórios, estão a apresentação do “Telecurso 2000″, e atuação nas novelas “Perigosas Peruas”, “O Mapa da Mina” e “Malhação 1999”, todas da TV Globo. 
Ele trabalhou durante muitos anos como diretor executivo do Sindicato dos Artistas e Técnicos de Espetáculos e Diversões Públicas (Sated) de São Paulo.

## Morte
Pompeia faleceu em 30 de junho de 2021, aos 73 anos. Ele sofria de uma cardiopatia congênita.

## Trabalhos

### Teatro
Participou de mais de 40 Peças Teatrais. As mais famosas são: Lola Moreno, Quase 84, O Homem que Calculava, Gato Malhado e a Andorinha Sinhá, Laços Eternos, e Robinson Crusoé. 

### Televisão
Novelas/Seriados
| Ano       | Emissora    | Novela/Seriado            | Personagem                  |
| --------- | ----------- | ------------------------- | --------------------------- |
| 1990      | TV Manchete | Escrava Anastácia         |                             |
| 1990-1991 | SBT         | Brasileiras e Brasileiros |                             |
| 1992      | TV Globo    | Perigosas Peruas          |                             |
| 1993      | TV Globo    | O Mapa da Mina            |                             |
| 2002-2004 | TV Record   | Turma do Gueto            |                             |
| 1999-2000 | TV Globo    | Malhação 1999             | Irandir Santos (Seu Santos) |
|           | TV Cultura  | Castelo Rá-Tim-Bum        |                             |

Outros trabalhos na TV
| Ano | Programa       | Personagem   |
| --- | -------------- | ------------ |
|     | Telecurso 2000 | Apresentador |

### Cinema
| Ano  | Novela                  | Personagem |
| ---- | ----------------------- | ---------- |
| 1992 | Perfume de Gardênia     |            |
| 2009 | Lula, o Filho do Brasil |            |
|      | Anel de Barbante        |            |
| 2018 | Mário                   |            |